# Сесіл Мірз
Сесіл Генрі Мірз (англ. Cecil Henry Meares, нар. 14 лютого 1877 — пом. 12 травня 1937) — англійський військовий, професійний мандрівник, найбільш відомий участю в Британській антарктичній експедиції під керівництвом Роберта Скотта.
Народився в Ірландії у родині військового шотландця. З ранніх років проявляв жвавість характеру та любов до пригод, тривалий час жив в Індії та Китаї, брав участь в Англо-бурській та Російсько-японській війнах. Побував на Камчатці та в Сибіру, займався торгівлею хутром. У 1907—1908 роках здійснив подорож у Сичуань. У 1910 році його познайомили з Робертом Скоттом, який доручив йому закупити в Росії їздових собак і поні, звичних до суворого клімату. Закуплених тварин (34 собаки та 20 коней) мали переправити з Владивостока до Нової Зеландії, звідти забрати на експедиційне судно. Мірз погано знався на тваринах, але найняв добрих фахівців — Дмитра Гірєва та Антона Омельченка, які також приєдналися до антарктичної експедиції. В Антарктиді Мірз брав участь у закладанні проміжних складів, і дістався підніжжя льодовика Бірдмора. З невідомої причини він звільнився зі штату експедиції, і в березні 1912 року покинув Антарктиду. Під час Першої світової війни служив у Фландрії, потім перевівся в авіацію. Після закінчення війни служив у Японії чиновником місії зі створення військово-повітряних сил, дослужившись до звання підполковника. Після 1920 року переїхав до Канади, де й помер від наслідків тропічних захворювань.
Попри насичене подіями життя, Мірз залишився в історичній пам'яті лише як учасник експедиції Роберта Скотта. Про свій досвід роботи в експедиції «Терра Нова» та подальшу військову кар'єру Сесіл Мірз нічого не публікував і не висловлювався публічно; і він не вів щоденників. Його перша біографія побачила світ лише 2008 року.

## Роки становлення

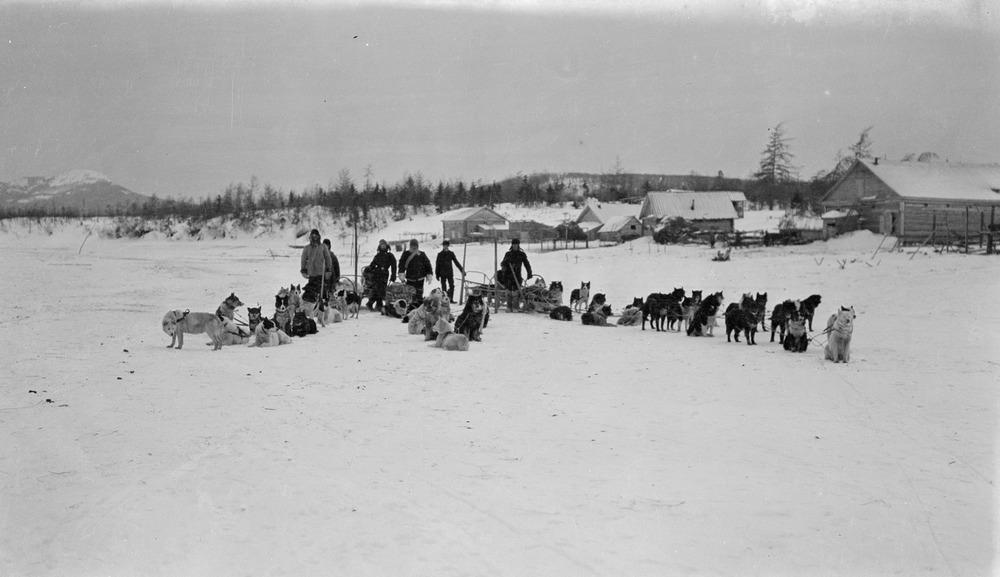
Собачі упряжки на Російській Півночі. Фото Сесіла Мірза

Сесіл Мірз народився 14 лютого 1877 року в будинку свого діда в Ініштизі, графство Кілкенні. Від наслідків пологів його мати Гелена Джейн, уроджена Таунсенд, — померла через п'ять днів. Батько-шотландець Генрі Джон Мірз був військовим на дійсній службі, який у складі полку Королівських шотландських фузилерів був відправлений до Індії, де одружився вдруге. Сесіл залишався в Ірландії під опікою та вихованням діда, у трирічному віці його забрала до себе тітка (сестра нової дружини майора Мірза), яка жила в Ері (за іншою версією, в Кенті). У дуже ранньому віці він проявляв вольові та інтелектуальні якості; за власними спогадами, він навчився читати в чотири роки без жодного повчання з боку. У п'ятирічному віці його віддали до школи, а потім у пансіон при Ayr Academy. Його батько отримав призначення до Бедфордширського полку, син зміг провести з ним кілька тижнів, а потім майора знову направили до Індії. Перебуваючи в Бірмі, Генрі Мірз спробував залишитися в цій країні, але побудований ним будинок спалили повстанці. У 1887 році Сесіла віддали в оксфордську школу Лейс, а наступного року — до школи в Вокінгу, в якій він навчався протягом чотирьох років. Коли його батько з мачухою повернувся до Англії, Мірз-старший служив у Королівській кінній гвардії, а Сесіл жив удома, відвідуючи уроки вдень. До шістнадцятиліття помисли юного Сесіла були пов'язані з військовою службою, він успішно впорався з іспитами, але його забракувала медична комісія, яка знайшла, що в нього занадто малий об'єм грудної клітки. Тоді Сесіл Мірз вирішив залишити Англію та пошукати щастя в колоніях. Його батько був багатим, тому Мірз-молодший міг не дбати про заробітки. У 1894 році Сесіл вирушив до Більбао для вивчення іспанської мови, а в 1895 році перебрався до Італії (в Торре-Пелліче). У 1896 році він вирушив до Індії.
Опинившись у Курзі, Сесіл Мірз заснував кавову плантацію, якою займався два роки. Йому вдалося вступити до складу збройних сил — добровільний полк стрільців Курга та Майсура, який комплектувався працівниками та власниками місцевих кавових плантацій. У 1899 році Мірз з невідомої причини кинув плантацію та відплив до Владивостока. Напевно, він зацікавився Уссурійським краєм і Маньчжурією, адже здійснив подорож до Пекіна. Чим саме він займався в Росії та Китаї невідомо, документальних джерел за цей період його життя не виявлено. Імовірно, він займався хутряною торгівлею, і певною мірою опанував основи розмовних російської та китайської мов. Того року його батько овдовів удруге. Сесіл Мірз, ймовірно, мав якесь відношення й до придушення Боксерського повстання.
Після початку Другої англо-бурської війни Каледонське товариство Йоганнесбурга створило кавалерійський підрозділ, до якого приймали шотландців, які осіли в Південній Африці, або австралійців шотландського походження. У списках особового складу Першого шотландського кавалерійського полку (1-й Единбурзький ескадрон) від 23 грудня 1901 року зазначався і Сесіл Мірз. Коли саме він перебрався з Китаю та Росії до Південної Африки достеменно невідомо, хоча непрямі дані свідчать, що він побував і в Единбурзі, де постійно проживав його батько. Шотландська кіннота брала активну участь у бойових діях від початку січня 1902 року до закінчення війни в травні того ж року, однак у списках учасників битв ім'я Мірза не значилося. Хоча він перебував серед демобілізованих осіб, які виявили бажання повернутися до Шотландії. Далі у його біографії є майже річний провал. Відомо, що у червні 1903 року він перебував на Камчатці, де знову торгував хутром, а у вересні 1904 року мешкав у Сіетлі. Приблизно в ці роки Мірз здійснив подорож на собачих упряжках до мису Челюскіна протяжністю 2000 миль, але подробиці цього вояжу практично невідомі.

## Подорожі Китаєм

### Від російсько-японської війни до прибуття в Сичуань
Про участь Сесіла Мірза в Російсько-японській війні існують лише уривчасті відомості. Після битви під Мукденом він опинився в ув'язненні, до того служив інструктором, але невідомо, коли саме і в якій армії. У листопаді 1905 року на борту судна, що йшло з Йокогами в Шанхай, Мірз вперше зустрітися з фотографом Гербером Понтінгом, і приєднався до нього як знавець справ Сходу та перекладач.Сесіл Мірз не згадувався серед акредитованих журналістів на театрі російсько-японської війни, та не перебував на службі британської армії або Королівського військово-морського флоту, що викликало припущення про його роботу на розвідувальні органи.
У 1906 році відставний лейтенант Джон Брук спробував досягти витоку Брахмапутри. Про те, як перетнулися плани двох мандрівників, відомо з промови Мірза, сказаної в Лондонському археологічному товаристві. Брук у червні 1906 року залишив Шанхай і через три місяці прибув до Сініна, де разом з главою британської християнської місії зустрівся з Далай-ламою, який залишив Лхасу. У грудні 1907 року у Тяньцзіні перетнулися шляхи Брука та Мірза, який тоді завершував чергову поїздку до Маньчжурії. Вже 26 грудня Сесіл Мірз виїхав до Ханькоу, звідки 1 січня 1908 року вирушив пароплавом до Їчана. Далі за 100 лянів сріблом (приблизно 15 фунтів стерлінгів) вдалося найняти будинок на воді, подорож на якому до Чунціна зайняла двадцять один день. Його буксирувала джонка з екіпажем близько двадцяти осіб. Дуже багато клопоту завдало розмитнення наукового обладнання та зброї: китайські чиновники вимагали надати документи про купівлю кожного предмета спорядження та витяг з оцінки їхньої ринкової вартості. Оскільки британський віцеконсул вирушив на полювання та не залишив розпоряджень, врешті-решт було вирішено оголосити, що спорядження — китайське, куплене в Шанхаї.
З Чунціна необхідно було дістатися Ченду, що вимагало подолання 256 миль сухим шляхом; багато клопотів завдало перепакування всіх вантажів у 50-фунтові мішки, які несли на коромислах кулі. Піші гінці доставляли пошту з Чунціна до Ченду, естафетою долаючи за добу від 60 до 80 миль. Мандрівників вразили величезні фруктові плантації та неймовірна дешевизна плодів: на одну англійську пенні можна було придбати шістнадцять мандаринів (за умови повернення цедри продавцю), а за половину пенні — чотири фути стебел цукрової тростини. Дорогою караван англійців постійно обганяли низки кулі, які доставляли в кошиках кам'яне вугілля. Лейтенант навіть отримав дозвіл на відвідування шахти (Мірз рушив далі і його довелося наздоганяти). Брук переконався, що вугілля доброї якості, й умови праці робітників були прийнятні для початку XX століття: шахтне кріплення було побілено, а «китайські гірники були добре одягнені та виглядали здоровими». Не менше англійців вразили соляні колодязі — деякі з них сягали глибини 3000 футів і створювалися століттями. Свердловини бурили залізним свердлом, насадженим на безліч бамбукових валів. Розсіл викачували за допомогою лебідок, запряганих волами. З деяких свердловин надходив природний газ, який використовувався для випаровування солі. У місті Брук і Мірз зустріли місіонера Вільяма Ніла Фергюссона, втім, основною метою їх було полювання на місцевих диких яків, не вивчених тоді біологічною наукою. Брук, Мірз і Фергюсон діяли окремо один від одного, іноді розлучаючись на кілька тижнів. Нарешті, двоє мандрівників вирішили разом обстежити печери, розташовані на околицях, і відвідати територію племені лоло. Британський віцеконсул Фокс представив Брука князю Су, наміснику вождівства Васу, де паслась велика дичина.
Полювання виявилося вдалим, а князь настільки пройнявся європейцями, що запросив їх у родову фортецю Тунлін. Брук розважав своїх тубільних господарів фонографом. Мірзу та Фергюссону допустили в тантричний храм, за словами місіонера, «сповнений найнепристойнішими ідолами, яких я коли-небудь бачив». Настоятелем храму був двоюрідний брат вождя Су, який вразив Фергюссона своїм невіглаством; англієць переконався, що храмова бібліотека тибетською мовою занедбана, а з книг «не часто змітали пил і павутиння». Вождь практично не мав влади над своїм народом, на додаток, був затятим курцем опіуму.

### До племен лоло з Джоном Бруком

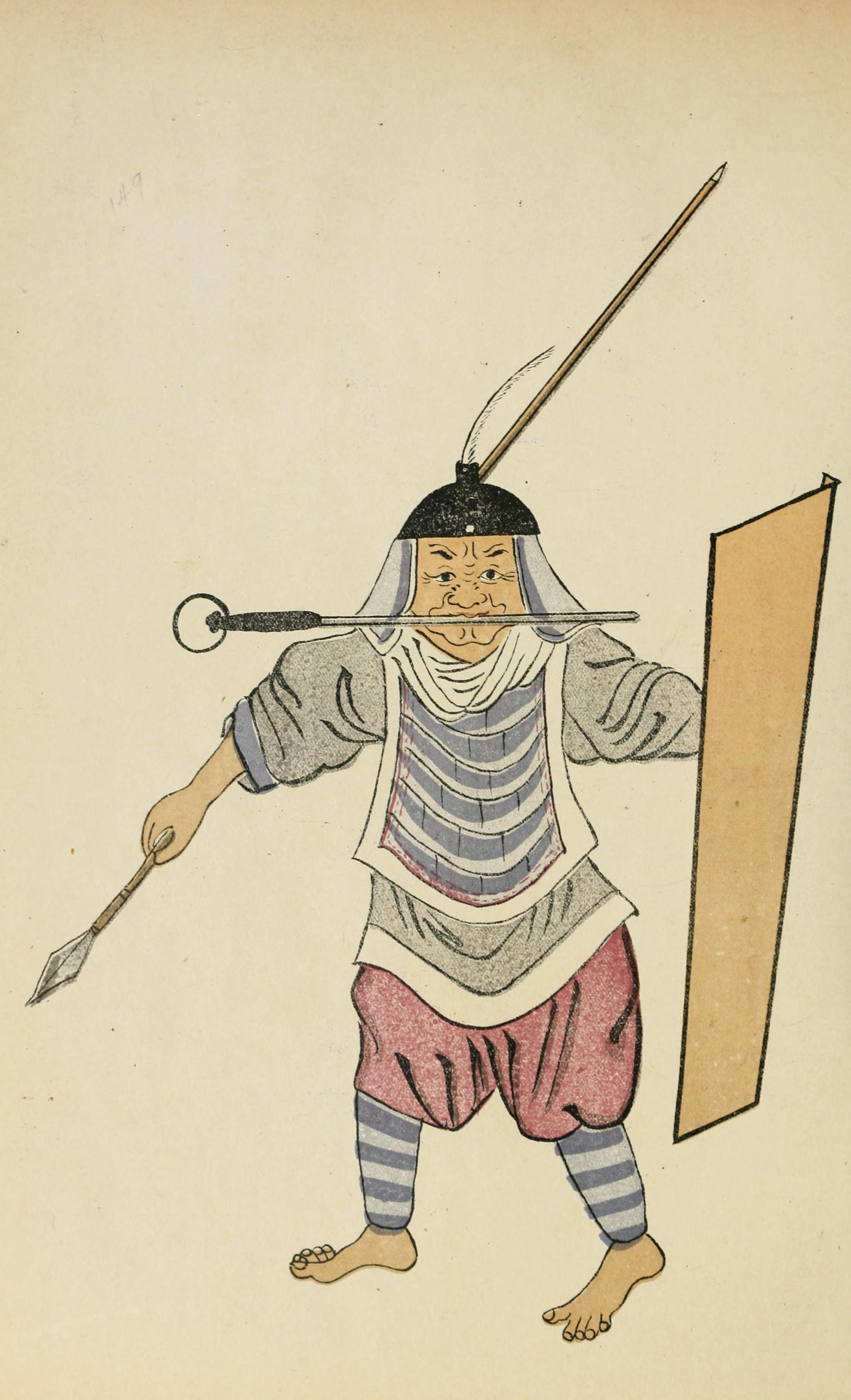
Китайське зображення воїна племені лоло 1910 року

У другу декаду березня через справи Фергюссон мав повернутися до Ченду, тоді як Брук і Мірз продовжили мисливську експедицію та попутні етнографічні спостереження. Їхньою головною базою став Веньчуань, китайський намісник якого розмістив британців у своїй резиденції, був люб'язним й уважним, але всіляко намагався дізнатися справжні цілі їхнього візиту. Це було нелегко через мовний бар'єр, оскільки начальник був гуандунцем, а Мірз, який володів китайською мовою, міг заявити на незручне питання, що не розуміє його. Далі Брук теж вирушив у Ченду до дантиста, а Мірз обстежив лісові угіддя Іньлісюваня.У червні подорож продовжилася. Мірз з'ясував, що китайські чиновники не надто обізнані про життя напівнезалежних племен у так званій «зоні варварів». Рекомендації князя Су були набагато дієвішими, проте Фергюссон не зміг супроводжувати Брука та Мірза в Нін'юань. 4 червня англійці вирушили в дорогу. Вони відвідали ряд племен Тибету, причому Мірза вразило, що жінки абсолютно розкуті та з власної волі спілкувалися з іноземцями, вони поводились не менш вільно, ніж американки, француженки або жительки Скандинавії.
Мандрівників зацікавили племена лоло (самоназва яких «носу» — тобто «[люди] з чорною кров'ю»), які жили абсолютно окремо та не підкорялися імперській адміністрації. Зона їх проживання, що сягала приблизно 120 миль завдовжки та 70 завширшки, позначалася на картах того часу білою плямою. Мірз описував представників народу лоло як зовсім не схожих на китайців, відмінних кіннотників, які твердо обстоюють незалежність рідної землі. Вони навіть мали власну писемність, носіями якої було жрецтво. Дивним здавалося й те, що жінки лоло нічим не поступалися чоловікам і користувалися практичним рівноправством. Слабкість китайської адміністрації та неузгодженість дій були головною причиною, через яку лоло продовжували боротьбу, хоча під час карального походу 1908 року китайці мали 400 європейських гвинтівок і навіть кулемет Гатлінга. Брук і Мірз вирішили розділитися, щоб не викликати підозри. Брук вступив у контакт із представниками племені, яке могло прийняти його мирно, а Мірза залишили в Нін'юані, щоб підготувати поїздку до Батангу. Брук ризикував, адже не можна було інформувати китайських чиновників (це прирекло б місію на явний провал); термін своєї подорожі він визначив у п'ять тижнів. Нарешті, тубільні інформатори повідомили, що 24 грудня 1908 року аборигени вбили Брука, тому Мірз звернувся за допомогою до британського консула задля вивезення його тіла в Ченду; злі вісті повіз місіонер Фергюссон, якого залучили, щоб дізнатися про долю лейтенанта.
Довелося витратити близько 1800 лян срібла на викуп тіла лейтенанта та духовного сина Фергюссона, який загинув разом із ним. Біглим кулі вдалося врятувати записник Брука та його лист для Мірза. Проте цілісної картини його загибелі відновити не вдалося. Віцеконсул у Ченду відправив із Фергюссоном охоронців-гуркхів у червоних мундирах, і передав йому комісарські повноваження. Мірз міг говорити з охороною мовою гіндустані. Тіла загиблих вдалося повернути лише через вісімдесят днів після вбивства. Брука поховали на місіонерському цвинтарі.
У 1908 та 1909 роках Мірз опублікував дві статті про мисливські подвиги експедиціонерів в «Badminton Magazine», а у 1910 році — цикл з трьох статей в «The Wild World Magazine». Вільям Фергюссон стверджував, що статті Мірза пробудили глибокий інтерес до подорожей Брука, але через від'їзд до Антарктиди він не став писати повноцінного звіту про експедицію, і книгу на основі щоденників покійного та власних записів місіонера.

## Експедиція до Антарктиди

### Дорога на Південний континент

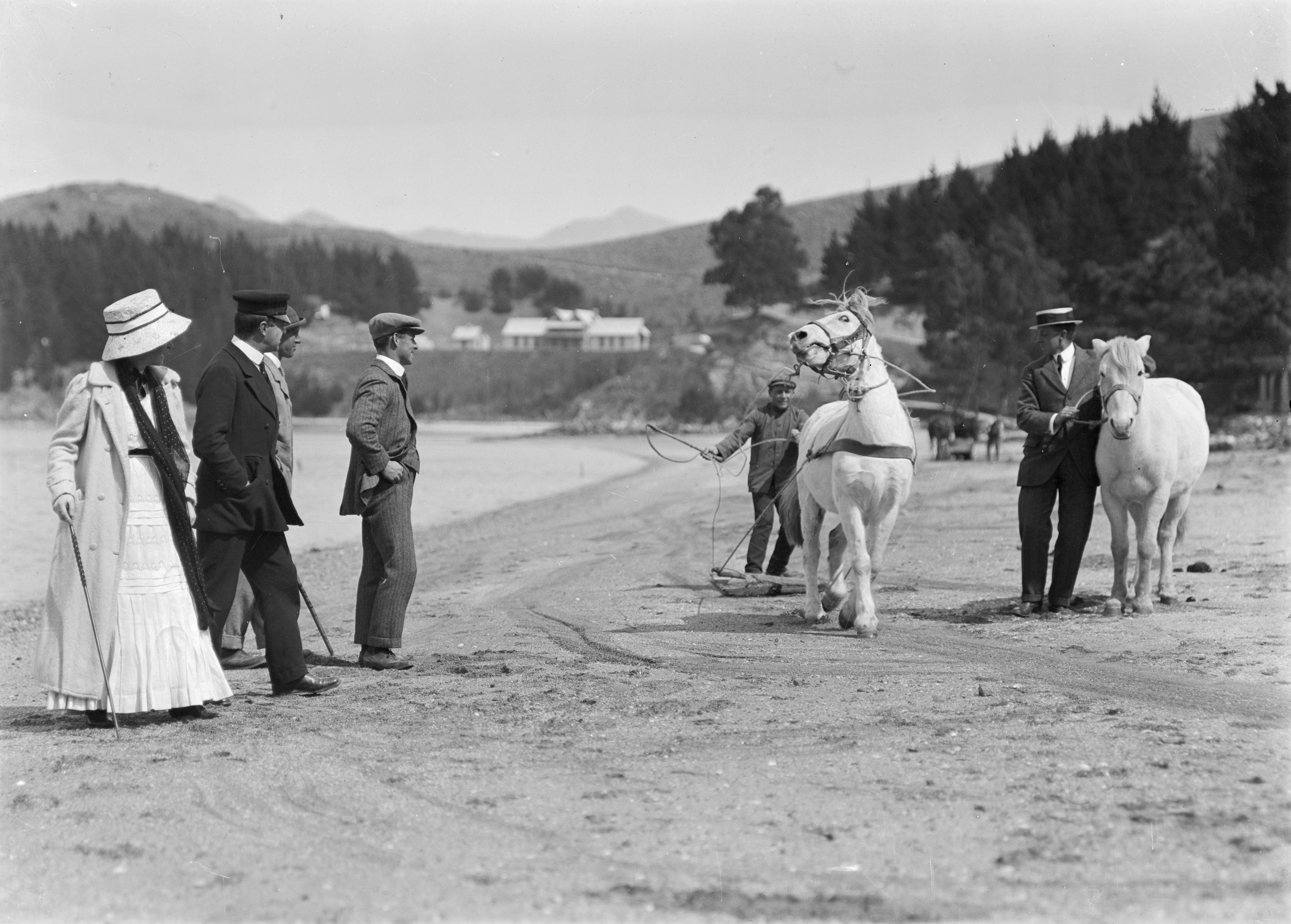
Роберт Скотт з дружиною перевіряє поні на острові Куейл

Сесіл Мірз нічого не опублікував про свою участь в експедиції Роберта Скотта. Він не писав статей для популярних видань, не давав інтерв'ю, не вів щоденників, а всі листи, що збереглися від цього періоду, відправили до його прибуття на крижаний континент. Проте він часто згадується в щоденниках інших членів команди та в експедиційних документах. З'ясовується, що Мірз увійшов до складу зимувальної групи навесні 1909 року за офіційною рекомендацією Британського адміралтейства, також його призначили відповідальним за їздових собак для допоміжних санних партій. Своєю чергою Мірз рекомендував фотографа та кінооператора Герберта Понтінга, якого Скотт негайно прийняв. У січні 1910 року мандрівника відрядили до Хабаровська, куди він дістався Транссибірською магістраллю. Звідти по амурській кризі він виїхав до Ніколаєвська, там підхожих тварин мав обрати британський службовець Російсько-Китайського банку Робертс. За досвідом своєї попередньої експедиції до Антарктиди Скотт не довіряв собакам, тому мав намір зробити поні та м'язову силу людей основою полярного транспорту. Мірз також мав займатися кіньми. Для роботи з собаками в Ніколаєвську найняли Димитрія Гірєва, який мав супроводжувати англійця до Владивостока, а потім вирушити з ним і в Антарктиду. Коней треба було відбирати в Харбіні: Роберт Скотт замовив поні обов'язково світлої масті, яких вважав найкращими для полярних умов, але необхідної кількості тварин не вдалося дістати. Усього купили 20 коней та 34 собаки за ціною 5 фунтів стерлінгів за кожного поні та по 30 фунтів за собаку. У Владивостоку найняли іподромного жокея Антона Омельченко, який також вирушив у полярні води. Собаки мали, переважно, російські прізвиська. Найскладніше завдання — доставлення тварин до Нової Зеландії, звідки їх треба було забрати на експедиційне судно. Мірз телеграфував Скотту з Ніколаєвська, й отримав асистента — шурина начальника, на ім'я Вілфрід Брюс. Той дістався Мірза за тринадцять днів і був неприємно вражений тим, що собаки «дикі». Навантаження тварин на японський пароплав «Татегомі Мару» зайняло багато часу. Подальший шлях також був нелегким: судно зайшло до чотирьох корейських портів, і лише 4 серпня мандрівники прибули до Кобе. Жодного відповідного британського пароплава не було, довелося брати квитки на німецький лайнер «Принц Вальдемар» (запізнився на добу). В інших пасажирів «звіринець» захоплення не викликав. Перехід був довгим і нудним, з проміжними стоянками в Гонконгу, Манілі, на острові Яп, в Рабаулі та Брисбені. 9 вересня Мірз, Брюс, Гірєв й Омельченко прибули до Сіднею. Далі вони пересіли на новозеландський пароплав «Моана», та лише 14 вересня прибули на експедиційну базу у Літтелтоні.

Вигул собак на палубі барку «Терра Нова». Фото Герберта Понтінга

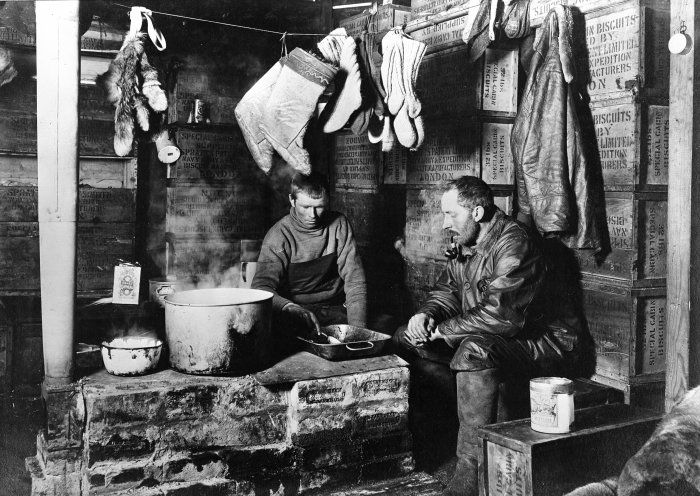
Сесіл Мірз (праворуч) та Дмитро Гірєв готують тюленіну та пеммікан для собак

Особливо складним виявилося перевезення поні. Ні Мірз, ні Брюс не передбачили, що потрібні наочники, через що під час переведення на борт корабля тварини лякалися та брикалися. Протягом 42 днів тварин не вигулювали, вони мало відпочивали; зберегти тяглову силу вдалося лише завдяки зусиллям Омельченка та Гірєва; втратили лише одного коня та одного собаку. У Новій Зеландії собак і коней висадили на карантинний острів Куейл за п'ять миль від Літтелтона, до виходу на острів Росса залишався ще місяць. Роберт Скотт провів інспекцію та залишився задоволений тваринами, але кавалерист Лоуренс Оутс стверджував, що коні нікуди не годяться: вони надто старі, слабкі в ногах, схильні до застуди на вітрі, і навряд чи підходять для важкої роботи. Втім, Оутс ні в чому не звинувачував Мірза, оскільки той не мав вибору яких тварин купувати.
Після важкого шторму, який тривав тиждень (він коштував життя двом поні), 9 грудня 1910 року барк «Терра Нова» увійшов у кригові поля моря Росса. 16 грудня експедиція досягла протоки Мак-Мердо. Стан криги не дозволив дістатися до Гат-Пойнта. У зимівельній хижі Мірз виявив, що учасники експедиції Шеклтона, які нею користувалися, залишили після себе безлад (аж до того, що собаки та люди гадили на веранді); до того ж було вибито вікно, через що приміщення було занесене снігом. Новостворена база на мисі Еванса розташовувалась за 13 миль від мису Гат, проблема полягала у тому, що сполучення з зимівлею було можливе виключно по морській кризі. Через негоду розвантаження судна почалося лише за чотири дні. Припай був нестійким, у результаті моторні сани потонули, яких залишилося лише двоє. Роберт Скотт поспішав закинути на трасу майбутнього походу більше запасів. В організації складів головну роль мав відіграти Мірз із собачими упряжками. 24 січня Скотт, біолог Вілсон, Е. Еванс і Мірз виїхали на двох упряжках. Скотт писав, що собаки не виправдовують надій, і поні як тяглова сила краща з усякого погляду. У листі від 22 січня 1911 року новозеландському агенту серу Джозефу Кінсі, капітан Скотт замовив наступного сезону індійських мулів, посилаючись на високу оцінку цих тварин з боку Мірза.

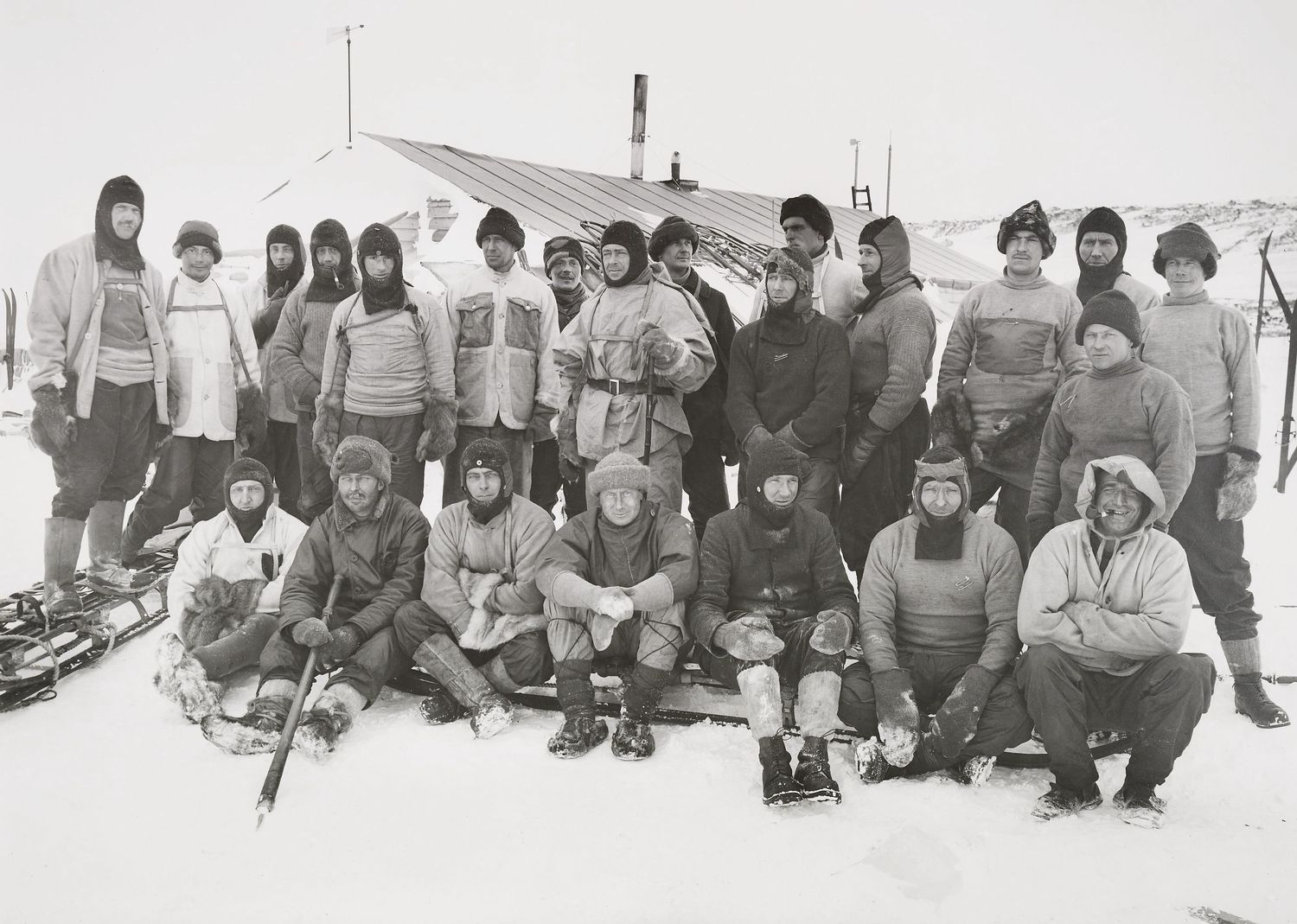
Загін Скотта перед виходом із мису Еванса. Мірз сидить другий зліва на передньому плані

25 січня 1911 року на 80° пд. ш. відправили групу з 12 осіб, 8 собак і 26 поні, які мали закласти головний склад південнополярного походу. Скотт, Вілсон, Еванс і Мірз жили в одному наметі. За тридцять миль на південь від мису Гат був розміщений Кутовий склад (Корнер-камп), за десять днів пішого ходу від якого було заплановано закласти тонну провіанту, що дало назву «Склад однієї тонни». Через триденну завірюху та виснаження трьох поні Еванса з двома матросами відправили на базу, а склад заснували за тридцять миль від наміченої географічної точки. Мірз керував двома упряжками, які показували значно кращі результати, ніж коні. Середній перехід ніколи не перевищував 12 миль, а в негоду не вдавалося пройти понад шість миль. 16 лютого у полі відсвяткували день народження Мірза, приготувавши хуш — страву з пеммікану, розмелених сухарів, натертого сиру та карі, про що зазначено у щоденнику Вілсона. Далі Скотт відправив Вілсона, Мірза та Черрі-Гаррарда із собачими упряжками на базу. Вони легко здійснювали переходи, не виснажуючи себе та тварин. У щоденнику Черрі-Гаррарда згадано, що Скотт якось сказав, як собаки можуть бути корисними на полюсі, «та більше я ніколи такого від нього не чув». Відбулася також сутичка командира Скотта з Мірзом, коли мандрівник відмовився діставати собак, що впали в тріщину в кризі; у щоденниках Скотта та Вілсона записів про цей інцидент не було. Після повернення на базу вони отримали неприємні звістки. Ще в Австралії Скотт отримав телеграму норвежця Амундсена, який також мав намір досягти Південного полюса. Дослідницька група лейтенанта Віктора Кемпбела з «Терра Нова» мала зупинитись на Землі Едуарда VII, і зустріти в Китовій бухті норвезьку команду на судні «Фрам». Норвежці мали сотню їздових собак, а їх база розташовувалася на 60 миль ближче до Південного полюса, ніж у англійців. В мемуарах Черрі-Гаррарда описана наступна історія:
Мірз зазвичай виконував пінгвінам, як він стверджував, гімн «Боже, бережи королеву», при перших звуках якого вони стрімку кидались у воду. Можливо, їм не подобалось, що він безнадійно фальшивив.

### Зимівля

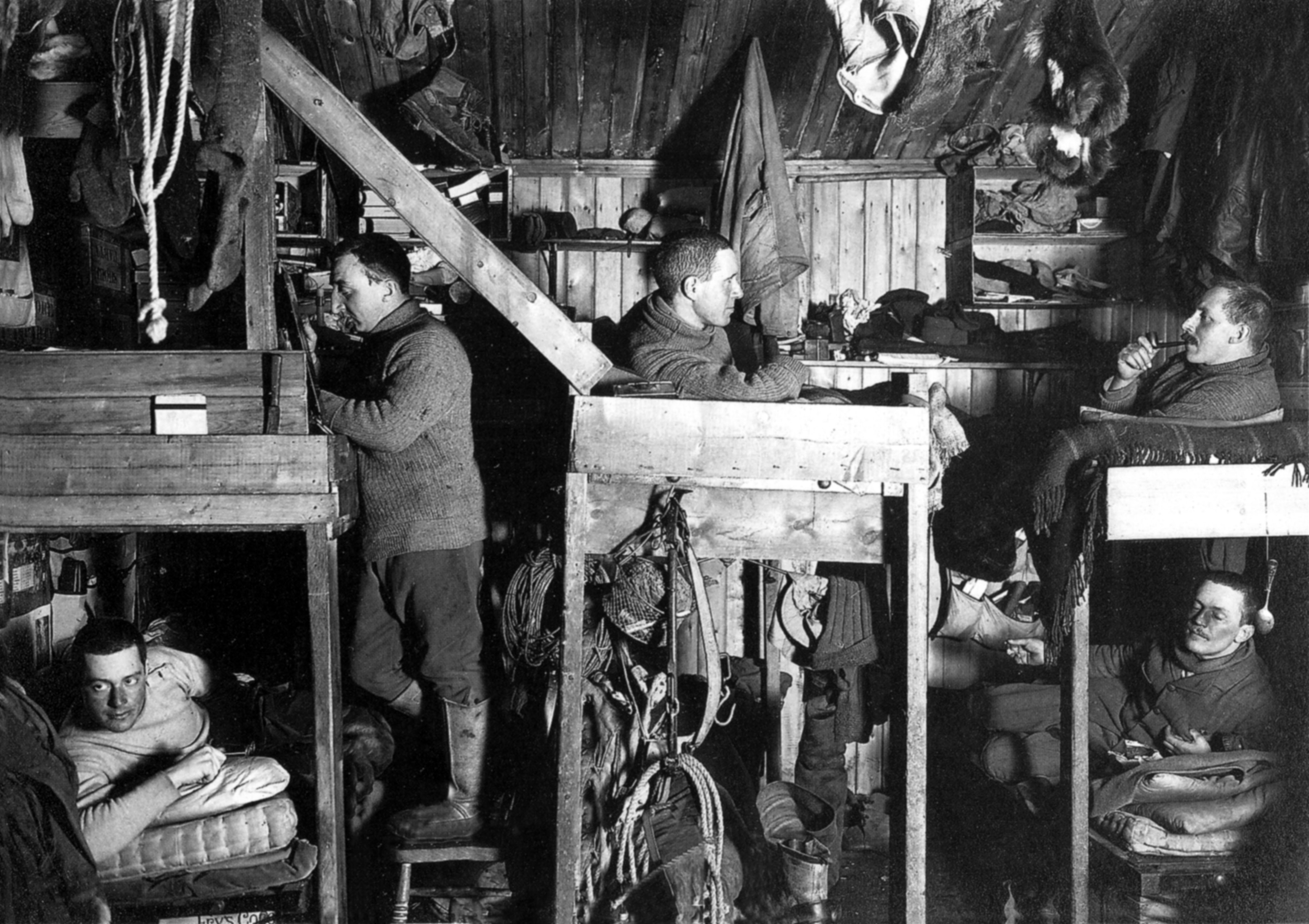
Офіцерський відсік у хижі Скотта на мисі Еванса. Мірз лежить з трубкою на верхньому ліжку праворуч, під ним лікар Аткінсон

Після весняних робіт команда зібралася на мисі Гат 5 березня 1911 року, але через стан морської криги перехід на мис Еванса був неможливий. Під час п'ятитижневого очікування Дебенгем здійснив геологічний похід на Землю Вікторії. 11 квітня Скотт облаштувався на базі мису Еванса, за десять днів до нього приєдналися Аткінсон, Вілсон, Оутс і Черрі-Гаррард, але, щоб перевести на зимову квартиру коней, довелося чекати ще місяць. Полярна ніч почалася 23 квітня.
У хижі для зимівлі підтримувався класовий поділ. Пересічні та старшини королівського флоту розміщувалися в окремому кубрику (перегородки зводилися з пакувальних ящиків), капітан квартирував в індивідуальній каюті. Приміщення, в якому розташовувалися Черрі-Гаррард, Оутс, Боверс, Аткінсон і Мірз, отримало прізвисько «тенемент». Протягом зимівлі команда мала багато вільного часу, який частково заповнювався різноманітними культурними заходами. Видавалася газета «South Polar Times», для якої Мірз написав замітку про свої подорожі. Щоп'ятниці капітан Скотт проводив богослужіння. Регулярно проводилися лекції, фотограф Понтінг демонстрував діапозитиви, зроблені в подорожах країнами Сходу, а Мірз розповідав про подорожі по Китаю та країні лоло. У щоденниковому записі від 29 серпня Скотт назвав його лекцію «захопливо цікавою», і додав, що «мандрівництво у Мірза в крові. Він тільки тоді й щасливий, коли мандрує дикими місцями. Ніколи раніше не зустрічав екстремала такого типу». Певно, Мірз добре вписався у команду. Вілсон, скупий на похвали, називав його в щоденнику «типовою людиною дії», легкою на підйом і повною ентузіазму. Найближчим його другом став кавалерист Оутс, з яким він мав схоже походження, характер і спосіб життя.

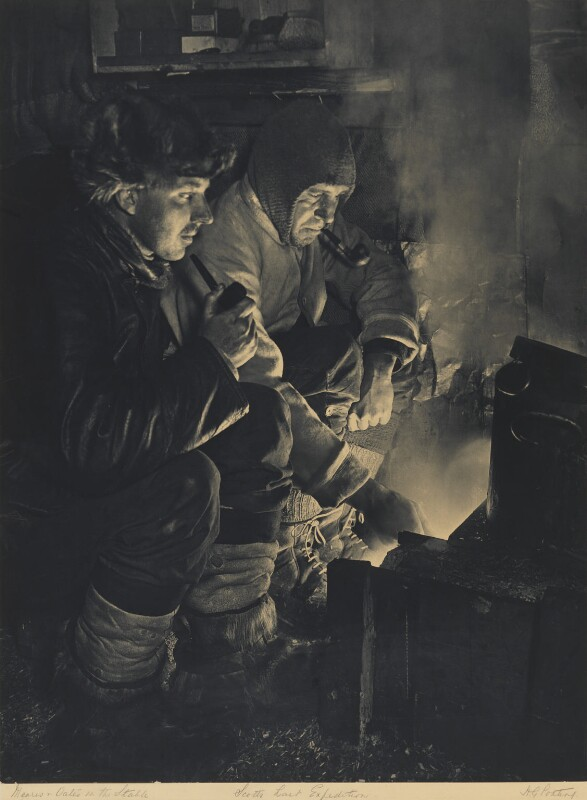
Сесіл Мірз і Лоренс Оутс під час полярної ночі. Фото Герберта Понтінга

Сонце зійшло 25 серпня, що відкривало дослідницький сезон. Метеоролог Сімпсон використав подаровані спонсорами телефонні апарати, та поєднав провідним зв'язком зимівлю з метеобудкою та хижою на мисі Гат. Скотт, Едгар Еванс, Боверс і Сімпсон здійснили 115-мильну подорож на льодовик Феррара, тягнучи спорядження на собі. До початку жовтня й Мірз двічі відряджувався на собаках у Корнер-камп (60 географічних миль від бази, тобто 111 км) для поповнення запасів: 17 та 24 жовтня. Скотта вразило, що перший похід зайняв два дні з однією ночівлею, а під час другого завантажені нарти пройшли 17 миль у перший день і 13 у другий. Однак змінювати транспортну стратегію для підкорення Південного полюса командир не став.
Початковий план досягнення полюса передбачав використання тріади транспортних засобів: на Крижаному бар'єрі — моторних саней, далі на поні запаси мали підняти по льодовику Бірдмора, на фінальному етапі подорожі полюсна група з чотирьох сил повинна була тягнути сани від складу до складу своїми силами. 14 вересня 1911 року Скотт офіційно оголосив свій план. Двоє моторних саней мали вийти в авангарді походу 24 жовтня, коли остаточно спадуть зимові холоди та встановиться стійка погода. Цією групою командував Едвард Еванс, а головним механіком йшов Вільям Лешлі. Вони повинні були поповнити «Склад однієї тонни» та чекати на Скотта на 80° 30' південної широти. Скотт із дев'ятьма супровідниками виходив на десяти поні 1 листопада, а Мірз із Гірєвим залишалися на роз'їздах в ар'єргарді. За розрахунками капітана траса подорожі до полюса та назад складе 1530 миль (2833 км), на покриття яких відводилося 144 дні. Всі розрахунки ґрунтувалися на досвіді Шеклтона, дані якого були доступні Скотту як із книги «У серці Антарктики», так і щоденника Френка Вайлда. За кілька днів до виходу Скотт розписав кожній транспортній групі (включно з судновою командою «Терра Нова», яка ще не прийшла) докладні інструкції. Згадувалося і про те, що Мірз не хотів залишатися на другу зимівлю. На думку біографа Лейфа Міллса, це непряма вказівка на сварки капітана та мандрівника. Судячи зі змісту бесід Мірза й Оутса під час зимівлі, Сесіл повністю розчарувався в експедиції та скоттівському керівництві. В останньому листі, надісланому матері, Оутс повідомляв про Мірза, який заявив Скотту, що повертається, втім, «не думаю, що це зменшило приязнь, яка панувала між ними».
Існують суперечливі відомості про інструкції, які Скотт адресував Мірзу. У посланні 20 жовтня 1911 року зазначено, що на собаках слід доставити гас і фураж до Кутового складу, а далі прямувати до «Складу однієї тонни» та зустрічати основну партію Скотта. За планом Мірз і Гірєв повинні повернутися на мис Гат до 19 грудня. Після цього вони не мали прямувати на основну базу мису Еванса, після відпочинку їм слід було найпізніше на початку січня поповнити «Склад однієї тонни» та повернутися не пізніше 19 січня. Передбачався і третій похід для зустрічі південнополярної партії. Під час витримування термінів усі встигали повернутися на судно ще до початку полярної зими. «Терра Нова» мала піти з мису Еванса не пізніше середини березня. До цього часу полюсна партія повинна була перебувати на зворотному шляху між 82° — 82° 30’ пд. ш. Мірзу наказали під час третьої поїздки закинути на «Склад однієї тонни» стандартні пайки та не менше галону гасу. «Зрозуміло, ви не повинні чекати довше терміну, достатнього для щасливого повернення на головну базу». Проте Скотт сам позначив другу поїздку (січневу) як «життєво необхідну», а третю лише як «важливу». Третю поїздку слід було організовувати лише за умови, що собаки збережуть робочу форму, а люди — фізичну можливість діяти. За інструкцією Мірз і Гірєв мали вирушити назад з точки 81° 15’ пд. ш. Насправді всі плани змінювалися на ходу.

### Санний похід групи Мірза. Повернення

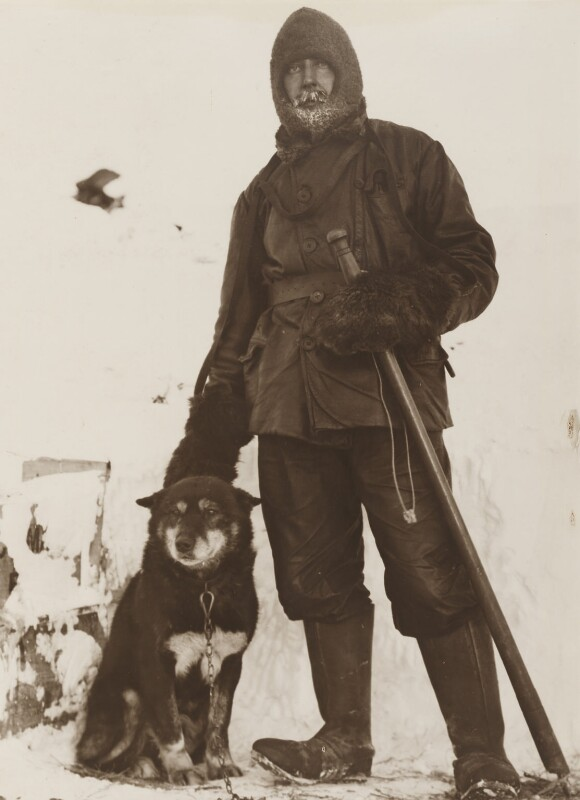
Сесіл Мірз у похідному екіпіруванні з їздовим собакою

Згідно з наказами Скотта, санна група Мірза 7 листопада покинула мис Гат і зустрілася з основною групою на поні 21-го числа. Спільний похід тривав три доби. Вже 24 листопада довелося пристрелити першого поні та відправити двох експедиціонерів (моряків Дея та Гупера) на базу. Оскільки поні швидко здавали, людям довелося впрягатися в сани набагато раніше наміченого терміну. Проміжні склади влаштовували через кожні 45 миль, їх запасами повинні були користуватися як супроводники, так і основна полюсна група. Вихід з ладу моторних саней, які були кинуті на льодовику, і занадто швидкий, у порівнянні з графіком, падіж коней примусив командира імпровізувати. Після досягнення льодовика Бірдмора 4 грудня почався буран, який затримав партію на чотири доби. Тут під 83° 35' пд. ш. був закладений «Склад підніжжя льодовика», після чого капітан Скотт дозволив Мірзу повертатися. Його собачі упряжки пройшли на два градуси двадцять хвилин широти південніше, ніж це було передбачено планом, провіанту залишалося всього на два тижні. Ситуація була близька до катастрофічної: команда відставала від графіка майже на чотири тижні. Командир Скотт писав у щоденнику:
У перший тиждень проходження льодовика по галеті з кожної порції відійдуть на користь Мірза — на зворотну дорогу. Моторна партія заклала в склади занадто багато зі своїх продуктів, а Мірз пішов далі, ніж передбачалося. За попереднім планом він повинен був повернутися на мис Гат 10 грудня. Собаки тим часом отримують конину в необмеженій кількості та відчувають себе чудово. Мірзу доведеться робити на зворотному шляху 38 кілометрів на день.
Про зворотний шлях Мірза та Гірєва майже нічого не відомо, за винятком небагатьох згадок у звіті Черрі-Гаррарда. Епслі входив до команди лікаря Аткінсона, фізика Райта та унтерофіцера Кеохейна, які розпрощалися зі Скоттом 20 грудня під 85° 05’ пд. ш., майже біля закінчення льодовика та виходу на Полярне плато. У всіх відвіданих ними складах на крижаному бар'єрі були вкладені записки Мірза, які повідомляли про його просування, «досить похмурі», за словами Черрі-Гаррарда. Погода під час їхнього з Димитрієм шляху була майже постійно хуртовинною, а за відсутності сонця візуально зливались небо та крижана поверхня, що постійно призводило до дезорієнтації. На складі гори Гупер Мірз побував у Святий Вечір, прозвітувавши, що собаки перебувають на межі знемоги та останні два дні тягли все гірше і гірше. Добовий раціон каюрів був наступним: єдина вівсяна галета, чай, залишки кукурудзяного борошна з кінського раціону та півчашки пеммікану. Остаточно змучившись, Мірз забрав зі складу 100 галет — добовий пайок на двох чоловік, і вбив одного з собак, щоб нагодувати її м'ясом інших собак і людей. Епслі Черрі-Гаррард стверджував, що Мірзу та Гірєву учасники всіх допоміжних загонів «багатьом зобов'язані», бо каюри по дорозі назад відновлювали снігові гурії, занесені снігом або зруйновані пургою. Він же зазначив, що через прорахунки Скотта та плутанині на «Склад однієї тонни» не закинули запаси собачого корму, як наслідок, передане в останній момент командиром прохання надіслати собачі упряжки для зустрічі полюсної групи так і не було виконано.

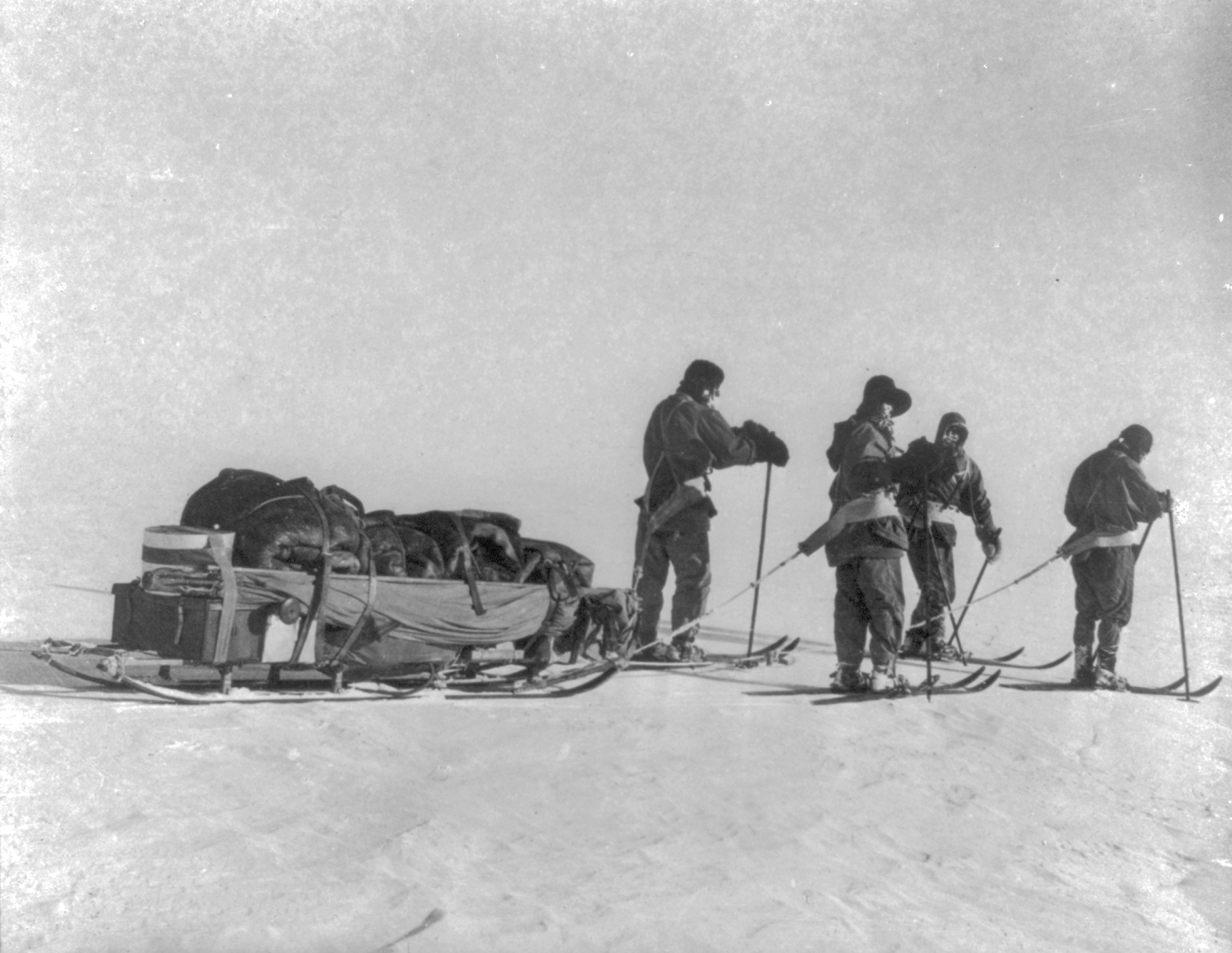
Полярна партія капітана Скотта виступає в останній похід. Фото Герберта Понтінга

Лише 4 січня 1912 року Сесіл Мірз і Димитрій Гірєв прибули на мис Еванса (загін Черрі-Гаррарда прибув туди 26 січня). Усі розрахунки та інструкції Скотта було порушено. 5 січня на 87° 34’ пд. ш. Скотт відпустив останній допоміжний загін Едварда Еванса, Вільяма Лешлі та Томаса Кріна, взявши до полюсної партії унтерофіцера Едгара Еванса. Едвард Еванс на зворотному шляху важко захворів на цингу та до моменту прибуття на «Склад однієї тонни» не міг самостійно пересуватися. У Корнер-камп Лешлі та Крін дотягли його до 11 лютого, а далі Крін сам вирушив на мис Гат по допомогу. Без їжі, намету та примусу, він здолав 35 миль до зимівлі та зустрів Аткінсона, який негайно виступив на допомогу із собаками.
На початку лютого прибула «Терра Нова», доставивши 11 раніше замовлених собак, сім індійських мулів, пошту та додаткові запаси. 13 лютого Аткінсон і Гірєв на двох упряжках вирушили перевозити свіжі запаси на мис Гат, але і тут їх накрила завірюха, відтягнувши відправлення на південні склади. Коли до експедиціонерів дійшов Крін, Аткінсон дуже ризикував, розуміючи, що може загинути сам чи не довезти до відносного комфорту Еванса. Лікаря здивувало, що у Лешлі та Кріна майже не було симптомів. Оскільки Еванса відправляли на «Терра Нову», а Мірз також збирався повернутися на велику землю, план третього походу на собаках для закидання додаткових запасів був остаточно зірваний. 5 березня 1912 року барк «Терра Нова» відійшов від мису Еванса. Разом із Мірзом поверталися Понтінг, і ще п'ятеро рядових та унтерофіцерів. Про долю партії Скотта нічого не було відомо.
Після нетривалого перебування в Новій Зеландії Мірз і механік Дей разом відпливли до Великої Британії, висадившись у Плімуті 10 липня 1912 року. Далі він разом з Понтінгом винайняв квартиру в Оксфорд-серкус у Лондоні. Сімейні вкладення Мірзів приносили великі доходи, тому Сесіл міг залишатися на утриманні батька та не дбати про заробітки. Його від'їзд з Антарктиди ніхто не розглядав як дезертирство, Мірз і через багато років листувався та зустрічався з деякими учасниками команди. Ймовірно, він виступав із лекціями про свою участь в експедиції, але цьому немає документальних підтверджень. У середині 1913 року Едвард Еванс попросив Сесіла Мірза керувати антарктичним відділом військово-морської виставки в Ерлс Корт. Він також брав участь у демонстрації знятого Понтінгом фільму про експедицію в Букінгемському палаці для королівського подружжя. 24 липня разом з іншими учасниками команди Мірза нагородили Полярною медаллю, а потім разом з Аткінсоном він керував церемонією відкриття пам'ятної дошки загиблому Оутсу в Ессексі. Коли вийшов двотомник «Остання експедиція Скотта», його екземпляр з дарчим написом вручила Мірзу вдова капітана — Кетлін Скотт.

## Військова служба

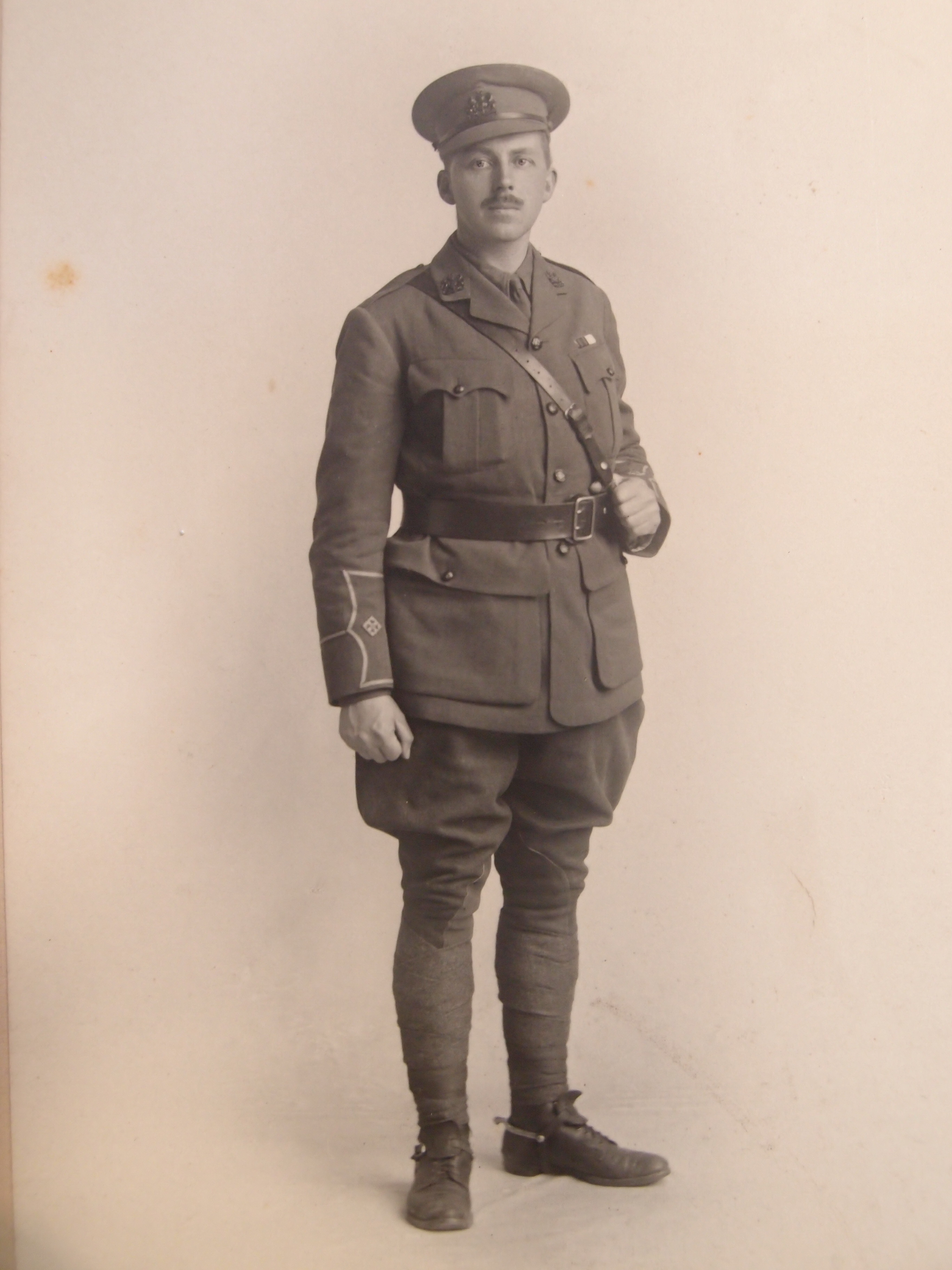
Мірз у військовій формі близько 1915 року

Після початку Першої світової війни Мірз вступив до лав Нортумберлендських гусар, зарахованих до Сьомої дивізії Четвертого корпусу генерала Роулінсона. З листування стало відомо, що вже третього тижня вересня 1914 року Мірз перебував у Фландрії та взяв участь у першій битві при Іпрі. Як і багато в біографії Мірза, його військова служба погано документована. На дійсній службі він перебував до демобілізації у 1919 році, змінивши за цей період приналежність від піхоти до військово-повітряних сил Королівського флоту та, зрештою, Королівських ПС, хоча не мав кваліфікації пілота.
Ще до вступу до лав збройних сил 37-річний Сесіл Мірз познайомився з Анною Крістіною Спенглер (1892—1974). Збереглося їхнє листування, яке зазнавало перевірки військової цензури, тому практично не повідомляє про подробиці служби. 7 грудня 1914 року він писав, що повертається з Бельгії. Весілля відбулося під час відпустки з фронту, 6 лютого 1915 року. Дітей у пари не було. Після одруження Мірз подав прохання про переведення до аерочастин військово-морського флоту. Разом з ним служили деякі товариші по Антарктиді: Чарльз Райт закінчив війну майором інженерного корпусу. У 1916 році вони зустрічалися з Черрі-Гаррардом, який служив у бронетанкових частинах, з Едвардом Евансом, який тоді командував есмінцем. У квітні 1918 року Мірза відрядили у новостворені військово-повітряні сили, надавши звання командера. У листопаді його призначили у 22 авіагрупу, яка базувалася у Стерлінгу, Шотландія. Демобілізувався він у званні підполковника. У березні 1920 року у складі британської військово-повітряної місії Сесіла Мірза відправили до Японії.
Британську місію запросили до Японії в організацію нової структури японського імператорського військово-морського флоту. Її очолював капітан Форбс-Семпілл, який особисто відібрав Мірза. Сесіл прибув до Токіо у березні 1921 року — на місяць раніше решти учасників місії, але залишався у Японії лише до листопада. Невідомо, яким саме чином Мірз привернув увагу влади та хто рекомендував його для участі в японській місії. Попри короткий період служби, Мірза нагородили орденом Священного скарбу третього ступеня, він спеціально прохав дозвіл носити його разом з Військовою медаллю, якою його також нагородили.

## Останні роки життя
Отримавши велику спадщину від батька (помер у 1919 році), Сесіл і Крістіна Мірзи багато подорожували. Про це є лише уривчасті відомості. Так, збереглася вирізка з журналу 1925 року з інтерв'ю, з якого відомо, що «полковник» Мірз з дружиною знаходився тоді на водах в Екс-ле-Бен. Велике інтерв'ю 1928 року з Мірзом надрукувала газета Санта-Барбари в Каліфорнії. У ньому повідомляється, що на той час подружжя Мірзів влаштувалося в канадській Вікторії, але зиму воліла проводити в теплішому кліматі. Сесіл Мірз нарікав, що британці мало знають про свої колонії, тоді як «Канада завдяки селянській імміграції з Англії має блискучі перспективи в майбутньому, а новозеландці (неважливо, кольорові чи білі) — більше англійці, ніж жителі Британії». У 1929 році Мірза запросили на радіо Монреаля для коментарів у прямому ефірі повідомлення про антарктичну експедицію Берда.
У січні 1929 року колишній механік експедиції на «Діскавері» Реджинальд Скелтон заснував «Антарктичний клуб», членство в якому було доступним лише колишнім і нинішнім учасникам британських антарктичних експедицій. Завдяки членству Мірз познайомився з австралійським полярником Луїсом Бернаккі, який приїжджав до шотландця в Санта-Барбару у 1935 році, а потім написав некролог у «Таймс». Шістдесятирічний Сесіл Мірз помер 12 травня 1937 року в Джубілі-шпиталі Вікторії після нетривалої хвороби. У довідці про смерть значилося: «гепатитний цироз печінки, холецистит»; тіло кремували, а прах розвіяли. Дружина пережила його на тридцять сім років. За заповітом все його рухоме та нерухоме майно відходило до Крістіни Мірз, яка негайно передала нагороди та архів покійного чоловіка, а також подарований йому самурайський меч, Королівському музею Британської Колумбії.

## Історіографія
Сесіл Мірз ніколи не був публічною персоною та не намагався описувати чи публікувати свої враження від антарктичних та військових заходів. Проте некрологи після смерті опублікували провідні світові видання. Більш-менш ґрунтовний опис діяльності С. Мірза в антарктичній експедиції Р. Скотта представив Девід Томпсон в монографії «Люди Скотта», яка вийшла у 1977 році. Лише у 2008 році британський політик і біограф Лейф Міллс опублікував подвійний життєпис Алістера Маккея та Сесіла Мірза. За зауваженням рецензента — Девіда Волтона (Британська Антарктична служба) — головну складність становила крайня обмеженість доступної джерельної бази за обома героями. Д. Волтон зазначив, що книга Міллса — значний крок уперед у дослідженні життя та діяльності Мірза порівняно з доступною інформацією до XXI століття. Особливо зазначено і те, що Міллс спробував порушити питання про можливу долю супутників Скотта у тому випадку, якби Мірз не поспішав залишити експедицію та планував другу зимівлю. Його ділові якості та професіоналізм полярника оцінюються дуже високо.
Чернетка листа Р. Скотта для Мірза (імовірно, від 30 вересня 1911 року) з нарисами інструкції до санних походів у 2002 році продали на аукціоні Крістіз. Королівський музей Британської Колумбії з 17 травня по 14 жовтня 2013 року проводив виставку «Перегони на краю світу», на якій були виставлені деякі реліквії Мірза.

## Оцінки ролі С. Мірза у загибелі групи Р. Скотта

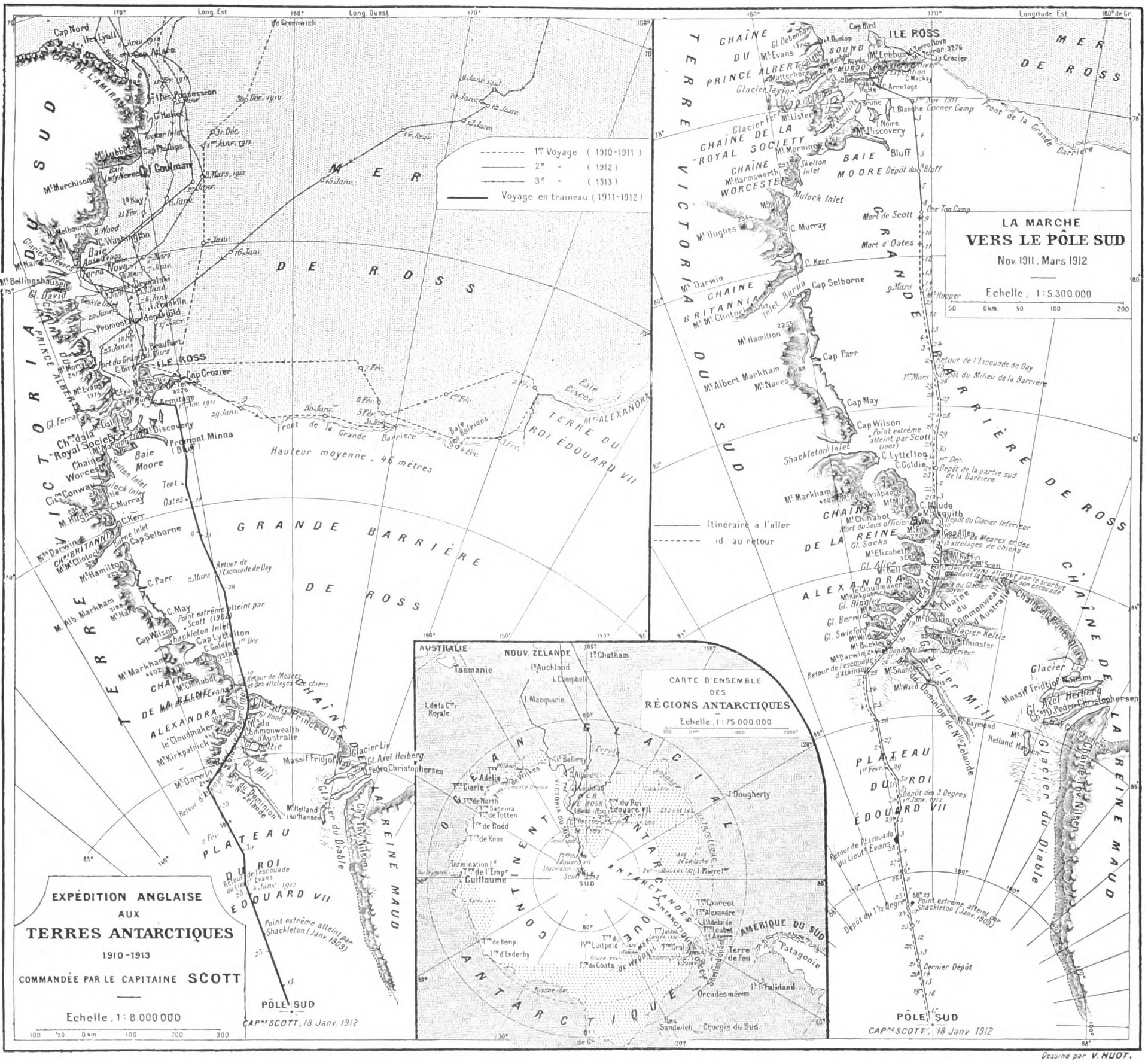
Французька мапа експедиції Р. Скотта з етапами повернення допоміжних груп, зокрема і С. Мірза

У 2013 році дослідник із Полярного інституту ім. Р. Скотта Карен Мей опублікувала в журналі «Polar Record» статтю, в якій спробувала ще раз розібрати умови осіннього сезону 1912 року та дії людей, які залишилися на мисі Еванса. Одним з найважливіших аргументів на користь поганого керівництва Роберта Скотта вказувала обставина, що група Сесіла Мірза на собачих упряжках пройшла південніше, у порівнянні з початковим планом, в результаті Гірєв і Мірз повернулися на базу 5 січня 1912 року — на 16 днів пізніше, ніж було розраховано за пайками. Прибуття Кріна та Лешлі з присмертним Евансом перекреслило плани Аткінсона вирушити на південь собаками з Гірєвим, але, на думку Мей, на південь можна було відправити Ч. Райта або Черрі-Гаррарда. Іншими словами, люди на базі проігноровали інструкції, залишені Скоттом, що призвело до загибелі полюсної групи на зворотному шляху. У тяжкому захворюванні Еванса дослідниця звинуватила його самого, адже ще на базі він ігнорував вживання в їжу свіжого м'яса тюленів. Лешлі та Крін, старші його за віком, захворіли у легкій формі, були фізично та психічно дієздатні протягом усього шляху до бази.
Карен Мей спробувала розібратися в плутанині трьох наказів Скотта, які суперечили один одному, останній з яких передали Евансу усно. Він говорив, що Мірз у середині лютого мав на собаках обстежити на Бар'єрі простір між 82 та 83° пд. ш. для зустрічі полюсної групи. Цей наказ скасовував дію попередніх. Карен Мей засумнівалася в його існуванні: «Якщо Скотт переглянув свої погляди на їздових собак у середині січня, невже він не міг витратити п'ять хвилин на запис такого важливого доручення?». Біограф Епслі Черрі-Гаррарда — полярна дослідниця Сара Вілер — звинувачувала Едварда Еванса у спотворенні наказів Скотта, адже лейтенант заявив Аткінсону, що його необхідно відправити додому. У листі, адресованому Скоттом агенту Кінсі до Нової Зеландії (від 28 жовтня 1911 року), йшлося про те, що призначення Еванса в команду було помилкою і його необхідно скоріше прибрати з експедиції, «для цього мною будуть вжиті певні заходи». Конкретизації «певних заходів» не було. Доктор Аткінсон висловлював цю думку й в приватному листі Черрі-Гаррарду, надісланому у 1919 році. Карен Мей стверджувала, що нічого неймовірного в колізії не було, бо вона повторювала евакуацію Шеклтона під час експедиції на «Діскавері».
Ще однією загадкою в березневих подіях 1912 року — відсутність собачого корму на «Складі однієї тонни», що виявили 4 березня Черрі-Гаррард і Гірєв. Попереднє закидання запасів зробили між 26 грудня 1911 року — 9 січня 1912 року. Мей надає два можливих пояснення. По-перше, достаменно невідомо, наскільки точно загін Сімпсона виконував дані йому інструкції щодо поповнення складу. Друга причина — саботаж з боку Мірза. За інструкцією Скотта, він мав піти на південь у перший тиждень лютого 1912 року та зустріти полюсну партію близько 1 березня на 82° пд. ш. Однак Аткінсон діяв, згідно з усним наказом Скотта від 21 грудня 1911 року, в якому не вказувалась ні про собак, ні про корм для них. За К. Мей, письмові накази вже були дані Мірзу, і нагадувати про них Аткінсону командир не бачив сенсу. Мірз, однак, постарався якнайшвидше покинути Антарктику. Аткінсон був поглинений турботою про Еванса, що було його професійним обов'язком лікаря. Кандидатів на березневий похід на південь було двоє: Чарльз Райт, який мав легку короткозорість, і дуже короткозорий Черрі-Гаррард, який, до того ж без навичок у навігації. Проте Сімпсон, вирушаючи додому, призначив Райта командиром наукової групи, відповідальним за проведення безперервних спостережень.
У наступній статті (у співавторстві з Сарою Ейрієс) Карен Мей ще раз переглянула корпус першоджерел і показала, що Скотт, без скасування попередніх письмових наказів, розпорядився відрядити групу на собачих упряжках для зустрічі полюсної команди. У щоденнику Сімпсона під 15 — 17 січня 1912 року зафіксовано, що Мірз пакував нарти, з наміром закинути додаткові запаси на «Склад однієї тонни». Однак відправлення не відбулося, адже Омельченко, нібито, побачив «Терра Нову», яка наближалася, але насправді прийшла лише 7 лютого. Про нестачу собачих раціонів зазначено у щоденниках групи Скотта ще у листопаді: Боверс вважав, що Мірз перегодовував своїх собак. К. Мей поклала на нього частину відповідальності за нестачу й людських раціонів на проміжних складах. Дослідниця наново інтерпретувала ситуацію на базі миса Еванса, стверджуючи, що записи від 17 січня у щоденнику Сімпсона та від 28-го у Черрі-Гаррарда суперечили один одному, разом з тим Сімпсон неакуратно вів щоденник і заповнював його заднім числом. Бажання Мірза повернутися додому після однієї антарктичної зимівлі було зафіксовано у щоденниках і наказах Скотта від жовтня 1911 року. Від самого Мірза не залишилося жодних свідчень, які б пояснювали його поведінку. Однак опосередковано про його особисті якості свідчив епізод 21 лютого 1911 року, описаний Черрі-Гаррардом. Цього дня команда Скотта поверталася на собаках після закладення запасів на Крижаному бар'єрі. Коли в крижану тріщину глибиною 65 футів провалилося двоє собак, капітан Скотт наказав Мірзу спуститися та витягти їх, проте досвідчений мандрівник відмовився виконувати наказ. Після цього в щоденнику начальника з'явилася заява про його «впертість», непристосованість до полярних умов і те, що Скотт «надто покладався» на його досвід. Лоуренс Оутс також писав у листі матері від 24 жовтня 1911 року, що Мірз твердо заявив командиру про свій від'їзд цього ж сезону. Висновок К. Мей був наступним: «Якими б не були особисті причини Мірза, зрештою важливим є те, що немає об'єктивних виправдань його навмисному ухилянню від чітко окреслених обов'язків, від яких залежали життя інших людей».
У цій статті Карен Мей та Сара Ейрієс простежили, в їх термінології, процес виправдання дій капітана Еванса та Мірза. Еванс 3 квітня 1912 року в інтерв'ю единбурзькій газеті відкрито повідомляв, що Скотта на зворотному шляху з полюса мали зустріти дві собачі упряжки. Навпаки, знаючи про долю командира, у лютому 1913 року він заявляв, що в інструкціях Скотт наказав ні в якому разі не залишати бази. Преса основну провину поклала на Черрі-Гаррарда, який у березні не дійшов 11 миль до тих, хто гинув: Скотта, Вілсона та Боверса. У 1918 році Епслі, працюючи над книгою «Найжахливіша подорож», запросив у Мірза копії наказів Скотта (ніяких свідчень, чи відповів він, немає), а також обговорював питання з Аткінсоном. У рецензії 1937 року Черрі-Гаррарда звинуватили у замовчуванні факту про невиконання командирських наказів. Хоча аргументація рецензента була помилковою, але у березні 1938 року Черрі-Гаррард обговорював події січня—лютого 1912 року з Сімпсоном (і зафіксував підсумки у щоденнику). Сімпсон прямо заявив, що Мірз «хотів повернутися додому та не хотів запізнитися на корабель»; рішуче ніхто не хотів думати про катастрофу. Друг Епслі драматург Бернард Шоу також зазначив, що Мірз, ймовірно, не розумів, що від його поїздки для поповнення складу залежало життя та смерть трьох учасників полюсної групи. Під час зустрічі з Сімпсоном у 1948 році з'ясувалося, що метеоролог вперше почув про нестачу собачого корму на «Складі однієї тонни». Гаррард відверто писав у щоденнику, що Мірз здійснив «більш-менш навмисний» саботаж. «У мене також було відчуття, що він дуже легко відбувся».